# Sortland VBK
Sortland VBK est un club norvégien de volley-ball basé à Sortland, évoluant pour la saison 2017-2018 en 2.divisjon Kvinner.

## Palmarès
- Championnat de Norvège
  - Vainqueur : 1984.

## Effectifs

### Saison 2014-2015
Entraîneur :  Jørgen E. Knudsen